# 一覽亭 (蕭山區)
一覽亭是中华人民共和国浙江省杭州市萧山区蜀山街道金西村石巖山山巔的亭，始建於明朝嘉靖十年（1531年），中華民國大陸時期數度被毀及重建，最終毀於中国抗日战争期间，現存遺址及1995年在遺址北側重建的亭。1997年1月23日，「一覽亭及遺址」入選蕭山市文物保護單位；由於蕭山市改制為蕭山區，「一覽亭遺址」於2009年4月20日獲調整成為第四批杭州市文物保护单位。

## 歷史
依據成書於民國24年（1935年）的《蕭山縣志稿》，明朝绍兴府知府（別稱郡守）洪珠於嘉靖十年（1531年）始建一覽亭，並題寫匾額。亭名意指「湖光山色一覽無餘」，從一覽亭可望見湘湖、三江（钱塘江、富春江、浦阳江），以及蕭山境內的山。此處的「览亭远眺」屬「湘湖八景」，「石巖望秋」屬「萧山八景」。一覽亭成為後世文人聚會及創作詩文之地，並有黄秀才建亭、吕洞宾采药、施药的神异、徐文长落第等傳說。一覽亭於民國28年（1917年）遭到毀壞，僧戒穗募建，民國33年（1922年）被風吹倒，民國36年（1925年）来贾氏重建。中国抗日战争期间，日本军占領蕭山縣，拆毀一覽亭並建造碉堡。1995年，浙江亞太機電集團出資在一覽亭遺址北側重建一覽亭。
1997年1月23日，「一覽亭及遺址」入選蕭山市文物保護單位；由於蕭山市改制為萧山区，「一覽亭遺址」於2009年4月20日獲調整成為第四批杭州市文物保护单位。
- 《蕭山縣志稿》卷九第八頁有一覽亭相關介紹

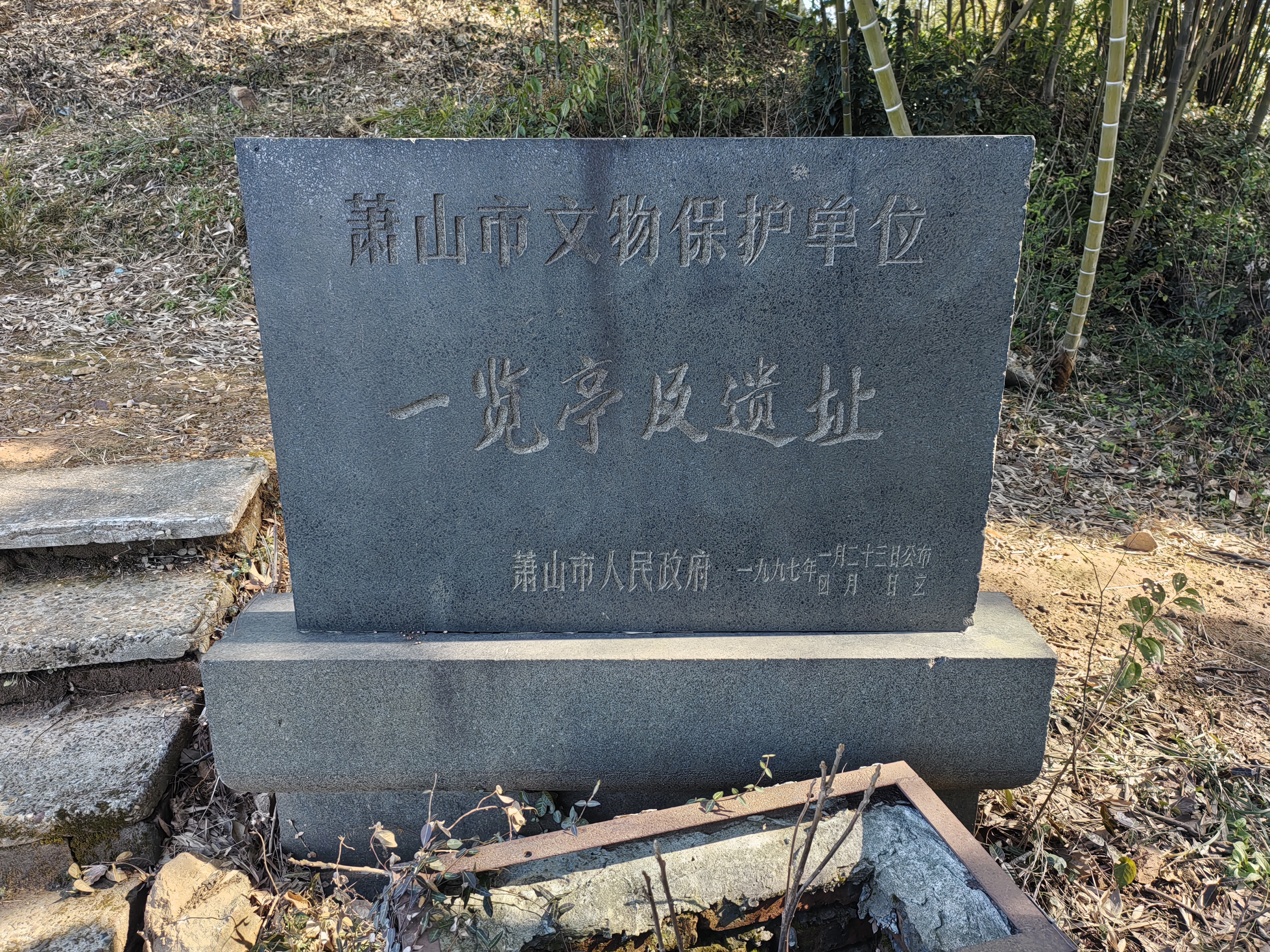
刻有「一覽亭及遺址」的蕭山市文物保護單位標誌
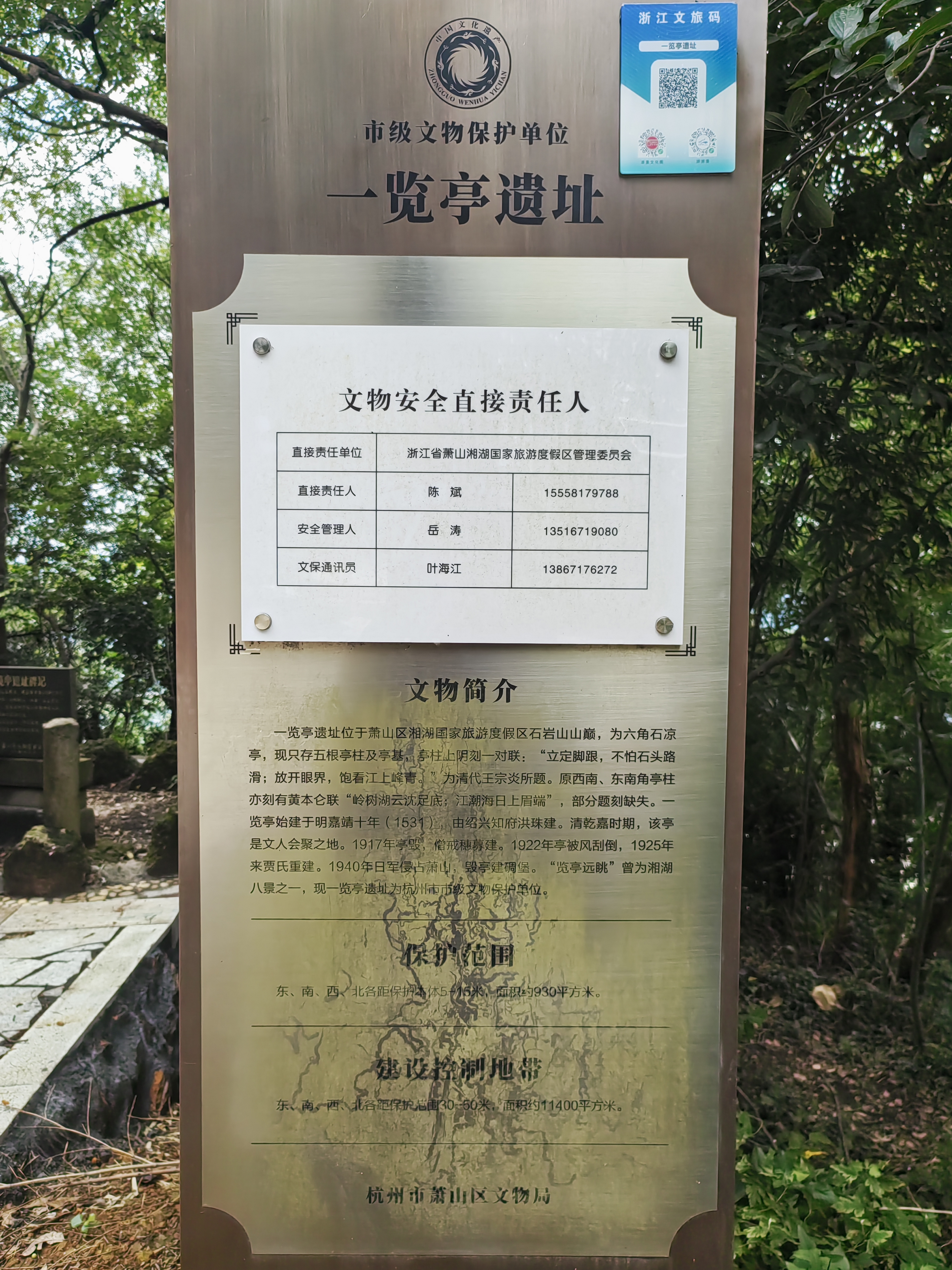
杭州市文物保護單位「一覽亭遺址」的介紹

## 建築
一覽亭位於中华人民共和国浙江省杭州市萧山区蜀山街道金西村石巖山山巔，為六角石造涼亭，柱上以陰文刻有清朝王宗炎的對聯，為「立定腳跟，不怕石頭路滑；放開眼界，且看江上峯青」。原西南、東南角亭柱刻有黃本侖的對聯，為「嶺湖樹雲沈足底；江潮海日上眉端」，部分題刻缺失。一覽亭原址在中國抗日戰爭之後殘留五根柱及基底，重建的一覽亭位於一覽亭遺址北側。

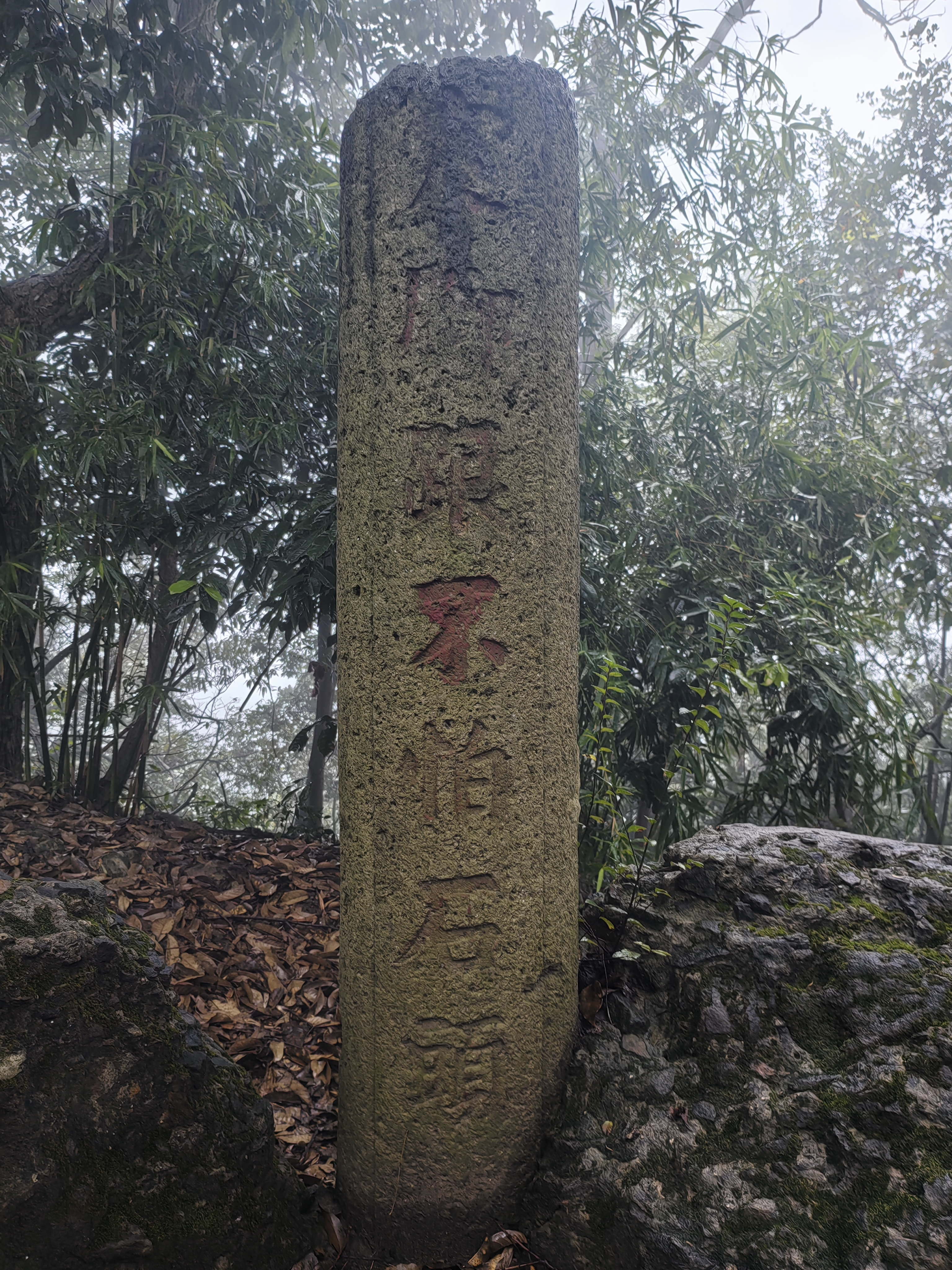
刻有「立定腳跟不怕石頭路滑」的柱
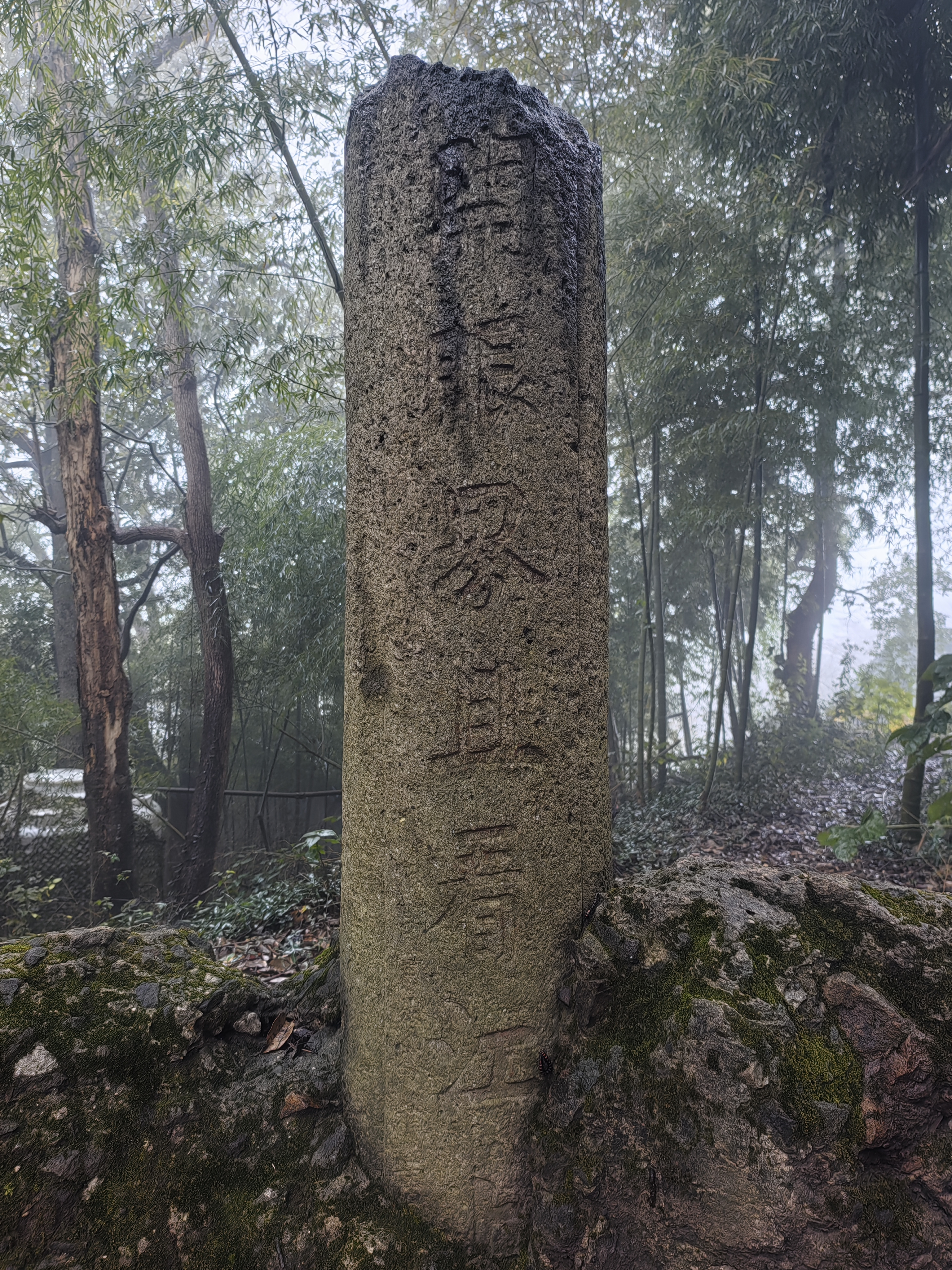
刻有「放開眼界且看江上峯青」的柱
刻有「江潮海日上眉端」的柱
1995年重建的一覽亭

## 外部連結
- 维基共享资源上的相關多媒體資源：一覽亭